# NGC 4132
NGC 4132 је спирална галаксија у сазвежђу Береникина коса која се налази на NGC листи објеката дубоког неба.
Деклинација објекта је + 29° 15' 1" а ректасцензија 12h 9m 1,5s. Привидна величина (магнитуда) објекта NGC 4132 износи 14,0 а фотографска магнитуда 14,9. NGC 4132 је још познат и под ознакама MCG 5-29-20, CGCG 158-30, KUG 1206+295A, IRAS 12064+2931, PGC 38593.